# Pływanie na Letnich Igrzyskach Olimpijskich 1904 – 100 jardów stylem dowolnym mężczyzn
Konkurencja pływacka 100 jardów stylem dowolnym na Letnich Igrzyskach Olimpijskich 1904 w Saint Louis odbyła się 5 września 1904 r. Uczestniczyło w niej 9 pływaków z 2 państw.

## Wyniki

### Półfinały
Trzech najlepszych pływaków z każdego półfinału awansowało do finału. Nazwiska uczestników, którzy nie zakwalifikowali się do następnego etapu są nieznane.

#### Półfinał 1
| Poz. | Zawodnik      | Wynik  | Uwagi |
| ---- | ------------- | ------ | ----- |
| 1.   | Zoltán Halmay | 1:06,2 | Q     |
| 2.   | Scott Leary   |        | Q     |
| 3.   | David Hammond |        | Q     |
| 4.   | Nieznany      |        |       |
| 5.   | Nieznany      |        |       |

#### Półfinał 2
| Poz. | Zawodnik        | Wynik  | Uwagi |
| ---- | --------------- | ------ | ----- |
| 1.   | Charles Daniels | 1:07,4 | Q     |
| 2.   | David Gaul      |        | Q     |
| 3.   | Leo Goodwin     |        | Q     |
| 4.   | Nieznany        |        |       |

### Finał
| Poz. | Zawodnik        | Wynik  |
| ---- | --------------- | ------ |
| 1.   | Zoltán Halmay   | 1:02,8 |
| 2.   | Charles Daniels |        |
| 3.   | Scott Leary     |        |
| 4.   | David Gaul      |        |
| 5.   | David Hammond   |        |
| 6.   | Leo Goodwin     |        |